# 于洋 (曲棍球运动员)
于洋（1979年9月24日—），中国男子曲棍球运动员。他曾代表中国参加2008年夏季奥林匹克运动会曲棍球比赛，获得第十一名。他也参加了2002年和2006年亚洲运动会，其中在2006年亚洲运动会收获一枚银牌。